# Ирансу
Ира́нсу (исп. Iranzu, баск. Irantzu), полное название — Санта-Мария-ла-Реал-де-Ирансу (исп. Santa María la Real de Iranzu) — монастырь театинцев (ранее цистерцианцев) в Испании в автономном сообществе Наварра, севернее города Эстелья. Монастырь основан в конце XII века, памятник архитектуры.

## История

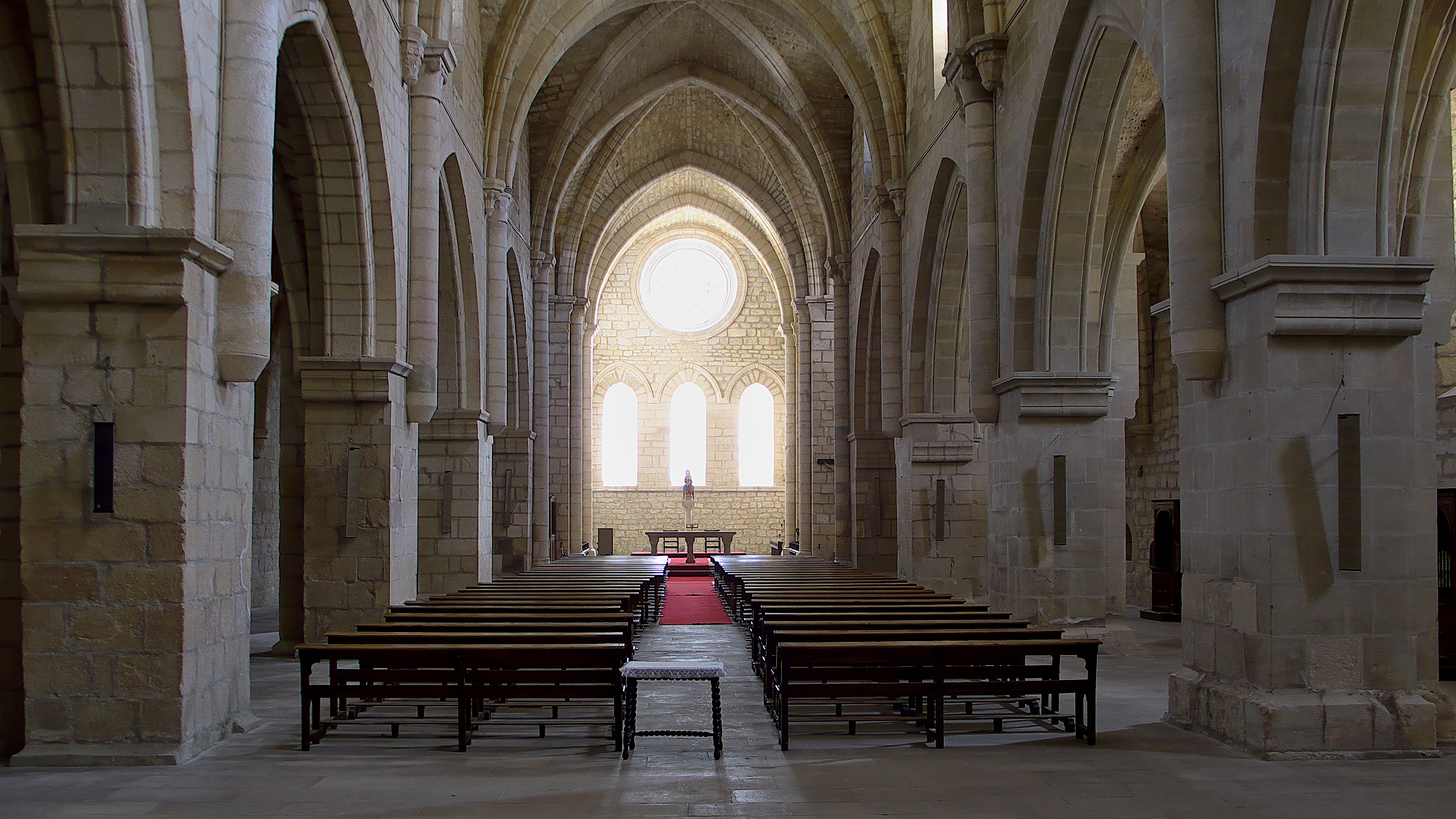
Интерьер монастырской церкви

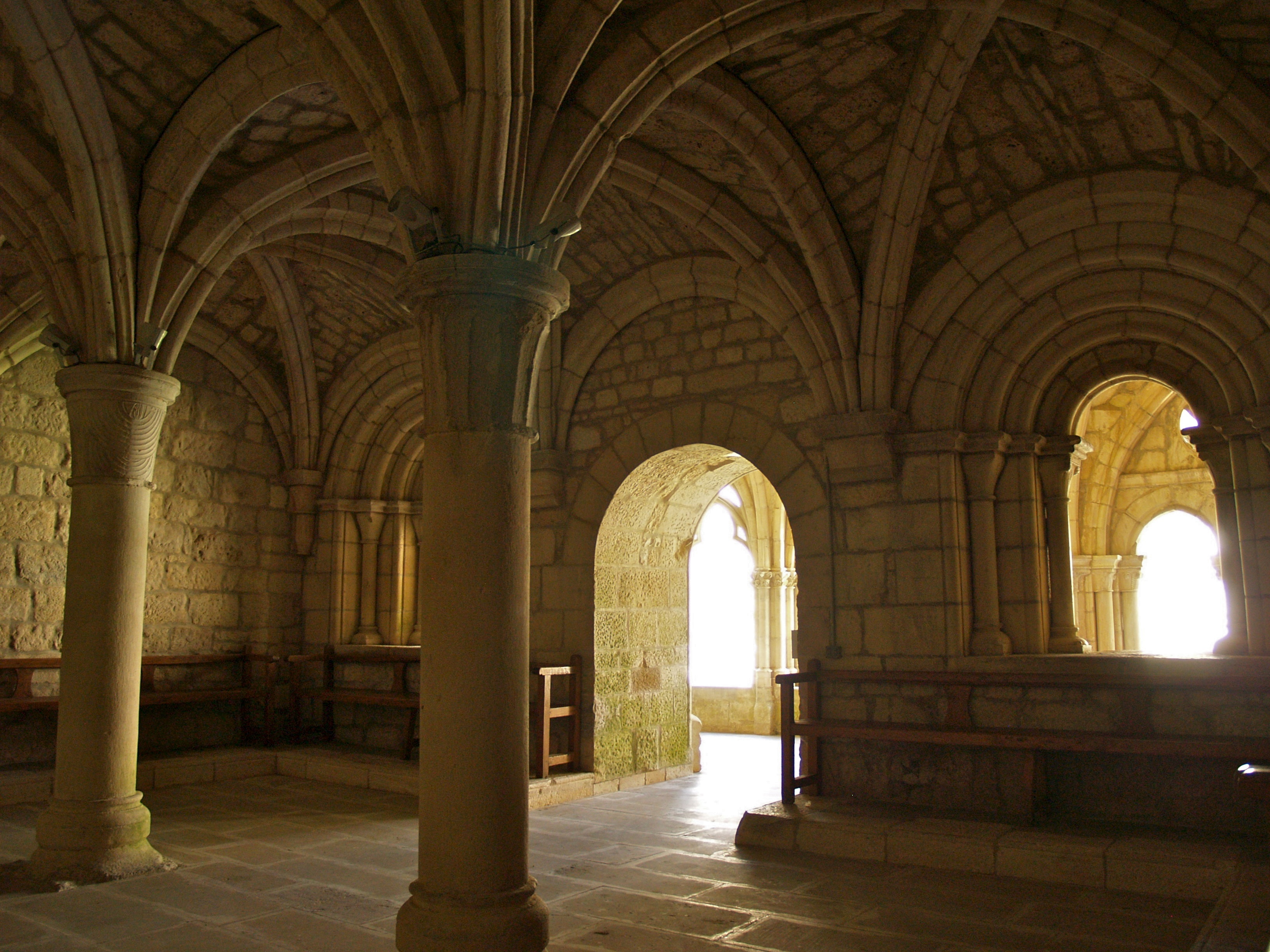
Зал капитулов

Монахи-цистерцианцы обосновались на данном месте в 1176 году, после того, как епископ Памплоны Педро де Артахона даровал им участок земли для постройки обители. Однако строительство монастырских зданий шло достаточно долгий период и заняло всю первую половину XIII века. Аббатство получило имя Ирансу по имени реки, в долине которой стоит монастырь. Слово имеет баскское происхождение, «ira» по-баскски «папоротник».
Вскоре монастырь стал одним из богатейших землевладельцев Наварры. Его упадок начался в XIV—XV веках, когда он сильно пострадал от многочисленных войн, ведшихся на территории Наварры в это время.
Монастырь оставался действующей цистерцианской обителью до 1839 года, когда после поражения карлистов в ходе дезамортизации, то есть конфискации церковного имущества, предпринятой министром Мендисабалем, монашеская община покинула аббатство и до 1942 года оно оставалось полностью покинутым.
В 1943 году правительство Наварры передало здания бывшего монастыря ордену театинцев, который восстановил монашескую жизнь в Ирансу. Были предприняты масштабные реставрационные работы, вернувшие монастырю исторический облик. В настоящее время Ирансу — действующий монастырь театинцев.
Монастырь включён в списки исторического наследия Наварры и Испании.

## Архитектура

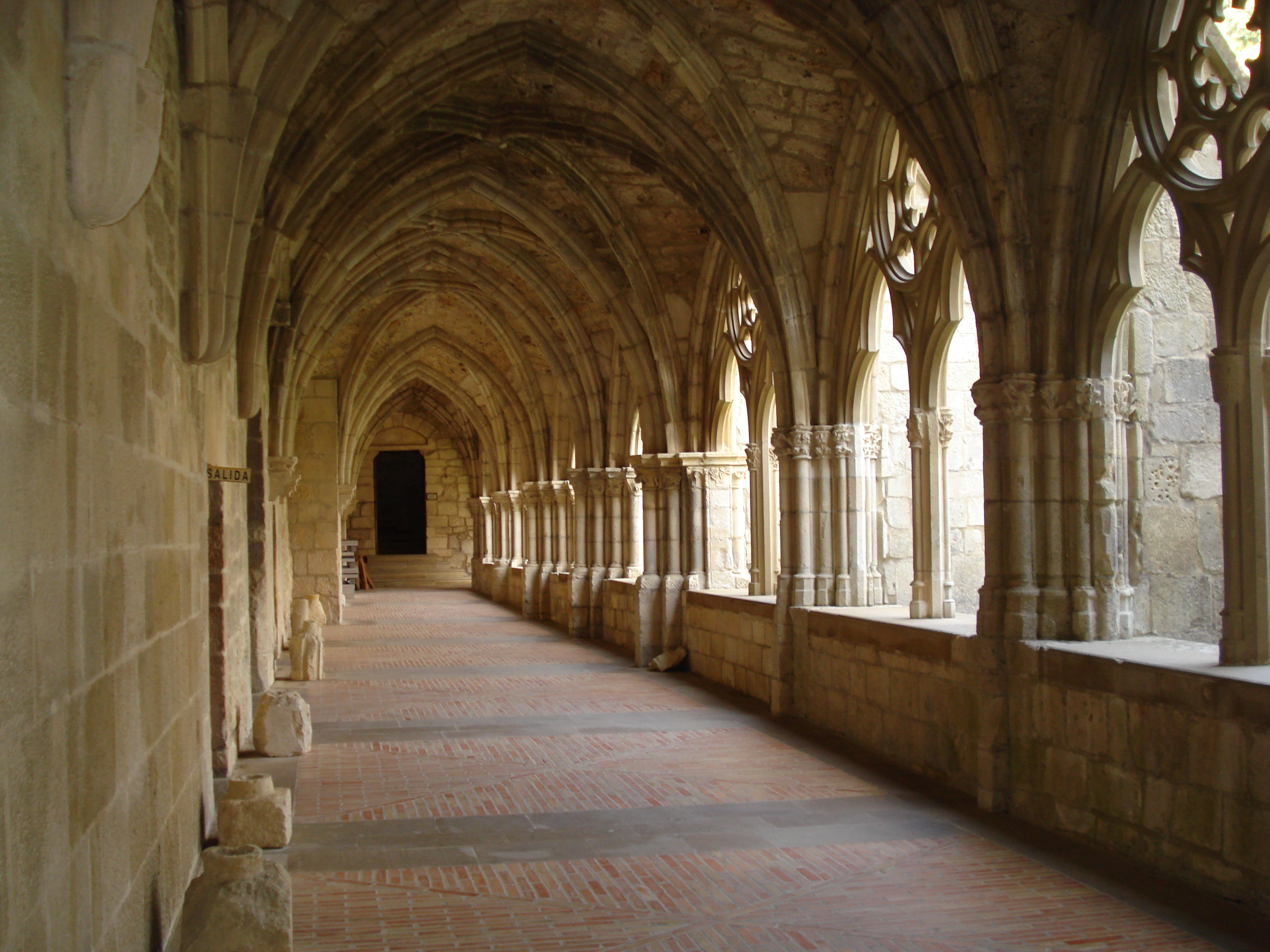
Клуатр Ирансу

От средневекового комплекса сохранились монастырская церковь, клуатр, зал капитулов, скит святого Адриана, покаянные кельи, аббатский дом и кухня.
Трёхнефная церковь возведена в XII веке в строгом стиле, характерном для цистерцианцев, позднее перестраивалась. К церкви примыкает клуатр, отдельные участки которого датируются концом XII века, а более позднее, готические, концом XIV века.
С восточной стороны комплекса расположен хорошо сохранившийся зал капитулов, датируемый XII веком, типично цистерцианский. Зал имеет прямоугольную в плане форму, перекрыт крестовым сводом.
Скит святого Адриана — руины романской часовни XII века, где монахи Ирансу молились до постройки церкви.